# Tú y yo (canção de Thalía)
"Tú Y Yo" é o primeiro single do sétimo álbum de estúdio auto-intitulado (2002) de Thalía. A música foi escrita por Julio Reyes e Estéfano, que também a produziu. Foi lançado no álbum de língua inglesa de Thalia em 2003, também intitulado auto-intitulado. Ele liderou as paradas alcançando o número um na hot Latin tracks da Billboard, tornando-se seu segundo número um nesta parada.

## Vídeo musical
O videoclipe de "Tú Y Yo" foi dirigido por Antti Jokinen e filmado no The Bronx, em Nova York. No vídeo, Thalía canta nas ruas, e também visita uma loja de música, toca violão e dirige uma moto. Neste vídeo, a aparência de Thalia é mais agressiva. O vídeo usou a primeira versão da canção antes de ser editada na versão que aparece no álbum. Esta primeira versão é oficialmente chamada de "versão rara". Esta versão do vídeo foi ao ar apenas no México e na MTV 3 dos EUA, e é difícil encontrar na internet. O vídeo foi ao ar nos Estados Unidos em maio de 2002. No mesmo ano ela gravou uma segunda versão do clipe com Kumbia Kings, para a versão cumbia da música.

## Faixas
CD single
1. "Tú Y Yo" [versão do álbum] – 3:43
2. "Tú Y Yo" [versão balada] – 3:33

Maxi single
1. "Tú Y Yo" [versão do álbum] – 3:43
2. "Tú Y Yo" [cumbia remix] (part. A.B. Quintanilla & Kumbia Kings) – 3:52
3. "Tú Y Yo" [cumbia norteña] – 3:44
4. "Tú Y Yo" [versão balada] – 3:33
5. "Tú Y Yo" [master's at bed remix long] – 9:46
6. "Tú Y Yo" [master's at bed remix radio edit] – 4:36

## Desempenho nas tabelas musicais

### Posições
| Chart (2002)                                              | Maior posição |
| --------------------------------------------------------- | ------------- |
| Espanha (PROMUSICAE)                                      | 17            |
| Estados Unidos (Billboard Hot Latin Airplay)              | 1             |
| Estados Unidos (Billboard Hot Latin Songs)                | 1             |
| Estados Unidos (Billboard Latin Pop Airplay)              | 4             |
| Estados Unidos (Billboard Bubbling Under Hot 100 Singles) | 7             |
| Estados Unidos (Billboard Regional Mexican Airplay)       | 5             |
| Suíça (Schweizer Hitparade)                               | 63            |